# Akira Suzuki
Akira Suzuki (japanisch 鈴木 章, Suzuki Akira; * 12. September 1930 in Mukawa, Hokkaidō) ist ein japanischer Chemiker. Suzuki erhielt im Jahr 2010 gemeinsam mit Richard F. Heck und Ei-ichi Negishi den Nobelpreis für Chemie.

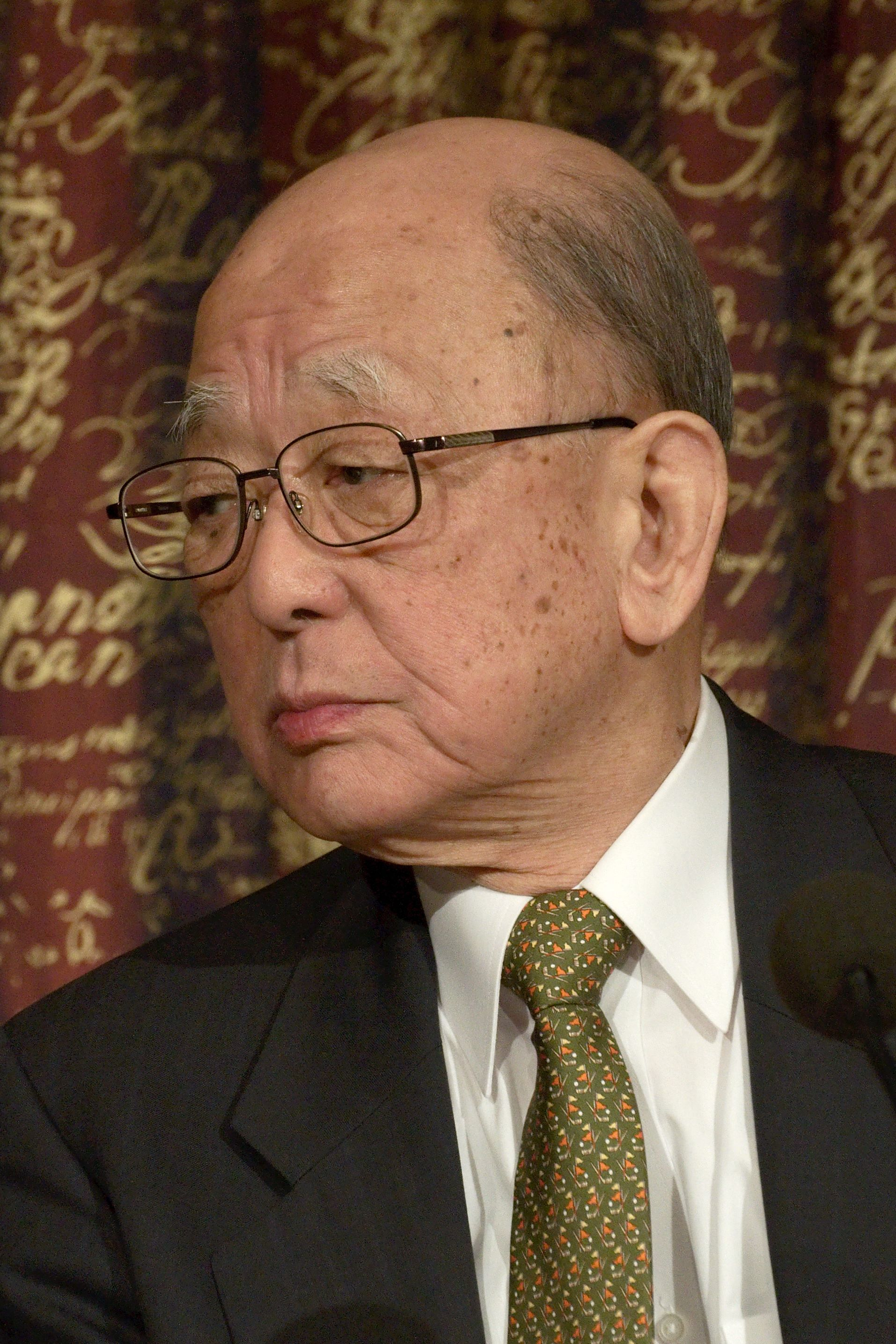
Akira Suzuki (2010)

## Leben
Suzuki wurde 1959 an der Universität Hokkaidō in Sapporo promoviert. 1961 wurde er dort Assistenzprofessor. Von 1963 bis 1965 arbeitete er als Postdoktorand in Herbert Charles Browns Gruppe an der Purdue University. Von 1973 bis 1994 war er Professor in der Abteilung Angewandte Chemie der Universität Hokkaidō, um dann Chemieprofessor an der Universität Okayama und 1995 an der Kurashiki-Universität zu werden. Gastprofessuren führten ihn 1988 an die University of Wales und 2001 an die Purdue University.
Suzuki arbeitet auf dem Gebiet der organischen Chemie, genauer untersucht er Organoborverbindungen und deren Anwendungen in Synthese und Organometallchemie. Mit Brown forschte er über Hydroborierung und organische Radikale auf Organoboran-Basis. Er führte Organoborverbindungen als Carbanionen in die chemische Synthese ein. Später untersuchte er die Palladium-katalysierte Kreuzkupplung von Organoborverbindungen. Dabei entdeckte er die Suzuki-Kupplung.

## Schriften
- Akira Suzuki und Herbert C. Brown: Organic Syntheses via Boranes. Band 3: Suzuki Coupling. Aldrich Chemical Co., Milwaukee, Wis. 2003, ISBN 0-9708441-9-0

## Auszeichnungen
- 1986 Weissberger-Williams Lectureship Award
- 1987 Testimonial from the Korean Chemical Society
- 1989 Chemical Society of Japan Award
- 1995 DowElanco Lectureship Award
- 2000 H. C. Brown Lecturer Award (Purdue University)
- 2001 Distinguished Lecturer Award (Queen’s University (Kingston))
- 2001 Ehrenmitglied der Argentinischen Gesellschaft für Organische Chemie
- 2009 Paul-Karrer-Medaille
- 2010 Nobelpreis für Chemie
- 2010 Kulturorden